# 孫悟空丸山
孫悟空丸山（そんごくうまるやま、1972年1月20日 - ）は、日本の元キックボクサー。東京都出身。身長172cm、体重62kg。当時小国ジム所属。元NKBライト級2位。